# Anjou Katalin magyar királyi hercegnő
Anjou Katalin (lengyelül: Katarzyna Andegaweńska, származása révén ismert még mint Magyarországi Katalin, franciául: Catherine de Hongrie; Magyarország, 1370. július eleje – Magyarország, 1378 májusa), Magyarország (prezumptív) trónörököse 1370-es születésétől 1378 májusában bekövetkezett idő előtti haláláig. I. Lajos magyar király és Kotromanić Erzsébet királyné három életben maradt leánya közül a legidősebb, a későbbi Mária magyar és Hedvig lengyel királynők nővére. A tervek szerint ő lett volna Valois Lajos, V. Károly francia király fiának felesége, akivel a Nápolyi Királyság trónját foglalták volna el, ám korai halála miatt apja dinasztikus elképzelései módosulni kényszerültek.

## Rövid élete

### Származása, ifjúkora

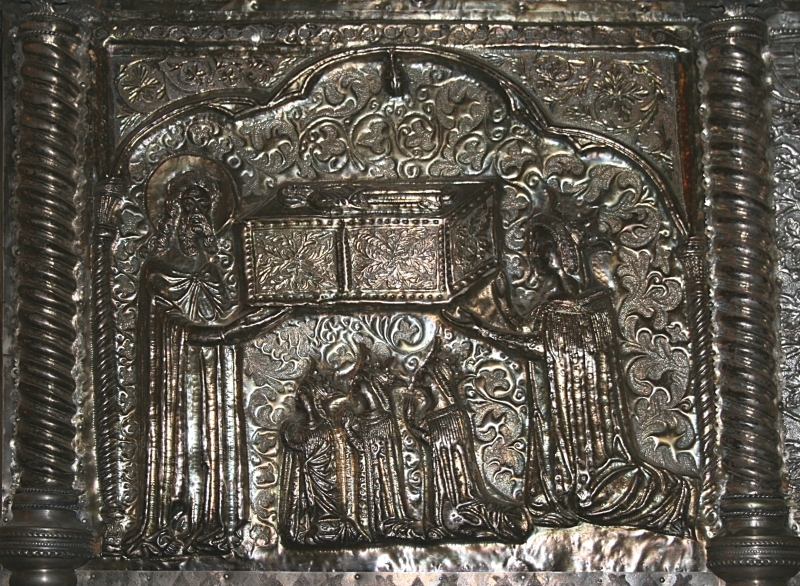
Erzsébet királyné (jobbra) három imádkozó leánya (középen balról jobbra: Katalin, Mária és Hedvig) jelenlétében felajánlja Szent Simonnak az ezüst ládát (Zára, Horvátország)

Katalin hercegnő I. Lajos magyar király (1370 novemberétől lengyel király is) és Kotromanić Erzsébet királyné gyermekeként született a Magyar Királyságban. Pontos születési dátuma és helyszíne nem ismert. A fennmaradt források alapján Trau városának (ma Trogir, Horvátország) tanácsa 1370. július 17-én értesült a hírről, és ebből az alkalomból 20 aranyforinttal jutalmazták a jó hírt hozó követet. Világra jöttének tehát röviddel ezt megelőzően, feltehetőleg 1370. július elején kellett megtörténnie.
A hercegnő a Capeting–Anjou-ház magyar királyi ágába született. Szülei közeli rokoni kapcsolatban álltak egymással, mindkét fél felmenői között erősen jelen volt a lengyel Piast-dinasztia, továbbá leányágon az Árpád-ház is: Katalinnak mind apai, mind anyai dédszülei között megtalálhatjuk V. István magyar király leányait. Lajos királynak és Erzsébet királynénak sokáig nem születtek gyermekei, bár egyes feltételezések szerint siettetett menyegzőjükre egy házasságon kívüli terhesség miatt kerülhetett sor. Ennek ellenére 1353-ban megkötött frigyükből először 1365-ben született gyermek, egy leány, Mária. Az udvar nagy örömére és meglepetésére aztán 1370-ben megszületett Katalin is, akit további két leány követett: egy újabb Mária 1371-ben, valamint Hedvig 1373-ban (vagy 1374-ben). A három leányt szüleik együtt nevelték, gyermekkorukat vélhetőleg a visegrádi királyi palotában töltötték. Nevelőjük a királyi pár bizalmasa, Déméndi László udvari orvos, nyitrai majd veszprémi püspök volt.

### Dinasztikus házasságpolitika

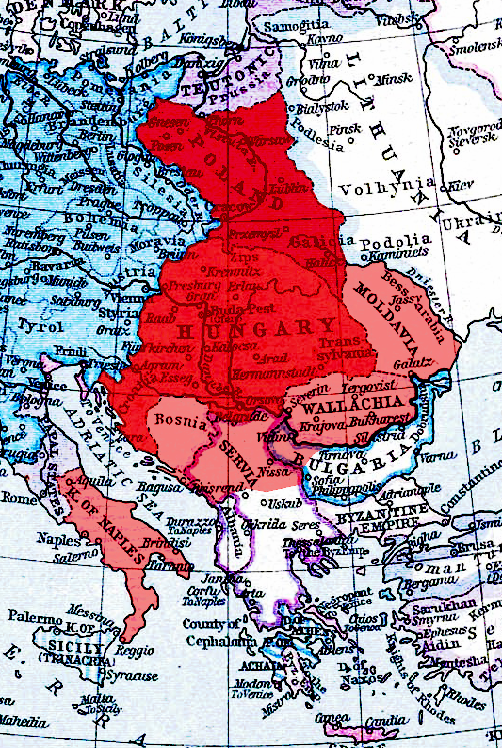
A magyar–lengyel perszonálunió (pirossal) és az Anjouk által befolyásolt további területek (halvány pirossal)

Katalint 1374. augusztus 10-én, négyesztendős korában eljegyezték Valois Lajos francia herceggel, V. Károly francia király másodszülött fiával. Feltételezések szerint Nagy Lajos király három leányát az Anjouk által uralt országok trónjaira szánta, házasságukat eszerint kívánta rendezni. Katalint azért kívánta a francia király fiával összeházasítani, hogy azok legfőbb ellenfele, a gyermektelen I. Johanna nápolyi királynő örökébe léphessenek a Nápolyi Királyságban. Második leányát, Máriát Luxemburgi Zsigmond feleségének szánta, őket ültetve a lengyel trónra, míg legifjabb leányára, Hedvigre és annak jegyesére, Habsburg Vilmosra a magyar koronát hagyta volna.
Lajos házassági politikája kezdetben gördülékenyen haladt: 1374 novemberében Mária és Zsigmond megkapta a pápai felmentvényt házasságukhoz, legifjabb leányát pedig a tervek szerint Bécsbe küldte tanulni jegyese, Vilmos mellé. A házassági politika azonban Katalin 1378-ban bekövetkezett váratlan halálával meghiúsult. A francia–magyar szerződés ugyan biztosította, hogy Katalin halála esetén a soron következő leány, ez esetben Mária lépjen nővére helyére, de a folytatás mindkét fél részéről elakadt. 1378-tól ráadásul a Magyar és a Francia Királyság eltérő politikát folytatott: a nagy nyugati egyházszakadás következtében a magyarok továbbra is a római pápát, VI. Orbánt, míg a franciák az avignoni pápát, VII. Kelement támogatták.
A fiatalon elhunyt Katalin hercegnőt a székesfehérvári Nagyboldogasszony-bazilikában helyezték el. Apja, Nagy Lajos király 1382-es halálát követően a magyar–lengyel perszonálunió felbomlott, ugyanis Lajos terveivel ellentétben Mária örökölte mindkét trónját, ám a lengyel rendek ezt csak abban az esetben lettek volna hajlandók elfogadni, ha székhelyét Lengyelországban rendezi be. Hosszas tárgyalásokat követően a valódi hatalmat gyakorló régenskirályné, Kotromanić Erzsébet végül legfiatalabb leányát, Hedviget küldte Lengyelországba, akit 1384-ben meg is koronáztak, és ma is az ország egyik védőszentjeként tisztelnek. Az anyakirályné a magyar királlyá koronázott Mária férjéül nem Zsigmondot, hanem a francia szövetségnek megfelelően Valois Lajost szánta. Erre az eljegyzésre végül csak formálisan, képviselők útján került sor, ugyanis a „nőuralom”  ellen kirobbant belpolitikai válság következtében Mária végül Zsigmonddal kötött tényleges házasságot, ezzel ő volt az egyetlen, aki apja tervei szerint ment férjhez.

## Genealógia
| I. Károly magyar király           | I. Károly magyar király |                                    |                                    | Łokietek Erzsébet | Łokietek Erzsébet |  |  | II. István bosnyák bán | II. István bosnyák bán |                              |                              | Kujáviai Erzsébet | Kujáviai Erzsébet |
|                                   |                         |                                    |                                    |                   |                   |  |  |                        |                        |                              |                              |                   |                   |
|                                   |                         |                                    |                                    |                   |                   |  |  |                        |                        |                              |                              |                   |                   |
|                                   |                         | I. Lajos magyar király (1326–1382) | I. Lajos magyar király (1326–1382) |                   |                   |  |  |                        |                        | Bosnyák Erzsébet (1339–1387) | Bosnyák Erzsébet (1339–1387) |                   |                   |
|                                   |                         |                                    |                                    |                   |                   |  |  |                        |                        |                              |                              |                   |                   |
|                                   |                         |                                    |                                    |                   |                   |  |  |                        |                        |                              |                              |                   |                   |
|                                   |                         |                                    |                                    |                   |                   |  |  |                        |                        |                              |                              |                   |                   |
| Magyarországi Katalin (1370–1378) |                         |                                    |                                    |                   |                   |  |  |                        |                        |                              |                              |                   |                   |